# الجین (اکلاهما)
الجین(به انگلیسی: Elgin) شهری در ایالت اکلاهما کشور ایالات متحده آمریکا است که جمعیت آن در سرشماری سال ۲۰۱۰ میلادی، ۲٬۱۵۶ نفر بوده‌است.